# 巴尔屈尼昂
巴尔屈尼昂（法語：Barcugnan，法語發音：[baʁkyɲɑ̃]）是法国热尔省的一个市镇，位于该省南部，属于米朗德区。

## 地理
巴尔屈尼昂（43°22'43"N, 0°24'22"E）面积9.11 平方千米，位于法国奧克西塔尼大區热尔省，该省份为法国西南部内陆省份，北起顺时针与洛特-加龙省、塔恩-加龙省、上加龙省、上比利牛斯省、大西洋比利牛斯省和朗德省接壤。
与巴尔屈尼昂接壤的市镇（或旧市镇、城区）包括：丰特拉耶、迪福尔、马纳斯-巴斯塔努斯、蒙托、蒙德马拉斯特、圣奥朗克卡佐。

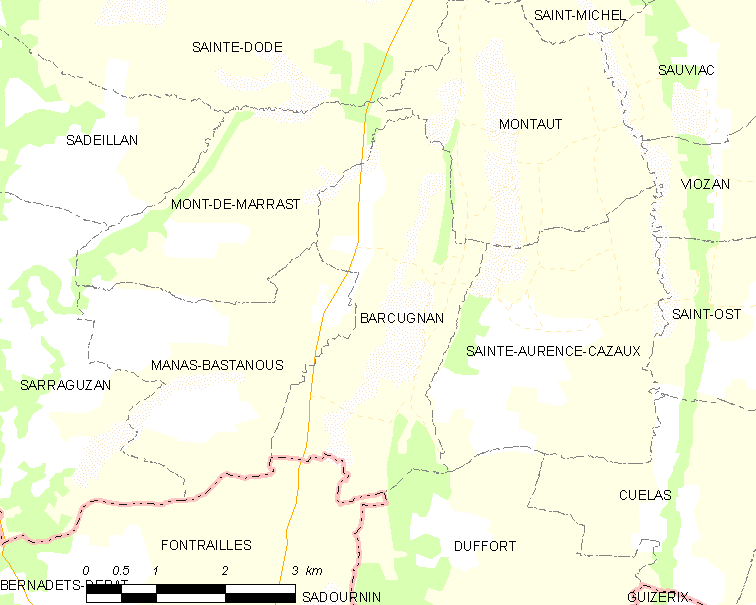
巴尔屈尼昂的OSM定位图

巴尔屈尼昂的时区为UTC+01:00、UTC+02:00（夏令时）。

## 行政
巴尔屈尼昂的邮政编码为32170，INSEE市镇编码为32028。

## 政治
巴尔屈尼昂所属的省级选区为米朗德-阿斯塔拉克县。

## 人口

1962-2008年间巴尔屈尼昂人口变化图示

巴尔屈尼昂于2022年1月1日时的人口数量为104人。